# Лерой (Техас)
Лерой (англ. Leroy) — місто (англ. city) в США, в окрузі Макленнан штату Техас. Населення — 354 особи (2020).

## Географія
Лерой розташований за координатами 31°44′0″ пн. ш. 97°1′20″ зх. д. / 31.73333° пн. ш. 97.02222° зх. д. (31.733457, -97.022234).  За даними Бюро перепису населення США в 2010 році місто мало площу 4,89 км², з яких 4,88 км² — суходіл та 0,01 км² — водойми.

## Демографія
Згідно з переписом 2010 року, у місті мешкало 337 осіб у 129 домогосподарствах у складі 96 родин. Густота населення становила 69 осіб/км².  Було 140 помешкань (29/км²).
Расовий склад населення:
| - 92,3 % — білих - 3,9 % — чорних або афроамериканців - 3,6 % — осіб інших рас |

До двох чи більше рас належало 0,3 %. Частка іспаномовних становила 3,9 % від усіх жителів.
За віковим діапазоном населення розподілялося таким чином: 24,9 % — особи молодші 18 років, 59,4 % — особи у віці 18—64 років, 15,7 % — особи у віці 65 років та старші. Медіана віку мешканця становила 41,1 року. На 100 осіб жіночої статі у місті припадало 100,6 чоловіків;  на 100 жінок у віці від 18 років та старших — 102,4 чоловіків також старших 18 років.
Середній дохід на одне домашнє господарство  становив 71 091 долар США (медіана — 65 375), а середній дохід на одну сім'ю — 72 407 доларів (медіана — 65 625). Медіана доходів становила 43 750 доларів для чоловіків та 40 625 доларів для жінок. За межею бідності перебувало 5,3 % осіб, у тому числі 7,4 % дітей у віці до 18 років та 0,0 % осіб у віці 65 років та старших.
Цивільне працевлаштоване населення становило 176 осіб. Основні галузі зайнятості: освіта, охорона здоров'я та соціальна допомога — 29,0 %, будівництво — 18,8 %, виробництво — 17,6 %.